# Škola hrvatskog folklora
Škola hrvatskog folklora obrazovni je program Hrvatske matice iseljenika.

## Povijest
Školu hrvatskog folklora osnovao je dr.sc. Ivan Ivančan 1963. godine i od tada se neprekidno održava u ljetnom i zimskom terminu u organizaciji Hrvatske matice iseljenika. Za vrijeme bivšeg državnog uređenja na Školi folklora učili su se plesovi svih naroda tadašnje države, a od odvajanjem Hrvatske iz SFRJ obrađuju se elementi isključivo hrvatske folklorne baštine bilo da se radi o folkloru s područja Hrvatske ili njenog iseljeništva.

## Ustroj
Školovanje je zamišljeno u ciklusu od četiri godine i svake godine se obrađuje jedna od četiri plesna zona hrvatskog folklora (panonska, alpska, jadranska i dinarska), a polaznici se mogu odlučiti između tri radne grupe:
1. ples
2. sviranje tambura
3. sviranje hrvatskih tradicijskih glazbala

## Povezano
- Popis hrvatskih folklornih manifestacija

## Vanjske poveznice
Mrežna mjesta
- Škola hrvatskog folklora, na stranicama Hrvatske matice iseljenika